# Theory of Probability and Its Applications
La revue Theory of Probability and Its Applications est une revue scientifique à évaluation par les pairs publiée par la Society for Industrial and Applied Mathematics. 
Elle a été créée en 1956 par Andreï Kolmogorov et est la traduction de la revue russe Теория вероятностей и ее применения (Teoriya Veroyatnostei i ee Primeneniya). Son rédacteur en chef est, en 2019, le mathématicien  Albert Chiriaev.
La revue publie des articles originaux sur la théorie des probabilités, les problèmes généraux des statistiques mathématiques et les applications de la théorie des probabilités aux sciences naturelles et technologiques.  Les articles de ce dernier type ne sont acceptés que si les méthodes mathématiques appliquées sont essentiellement nouvelles.
La revue est référencée et indexée par Mathematical Reviews et Zentralblatt MATH. Le facteur d'impact est stable sur plusieurs années et tourne autour de 0.520.